# Vreni Lehmann
Vreni Lehmann (* 27. Juli 1949) ist eine Schweizer Tischtennisspielerin. Sie nahm von 1967 bis 1977 an mehreren Europa- und Weltmeisterschaften teil.

## Werdegang
Bei den nationalen Schweizer Meisterschaften gewann Vreni Lehmann insgesamt 16 Titel:
- 4 mal Einzel: 1970, 1972, 1973, 1975
- 6 mal Doppel: 1968 (mit Bissig), 1972 (mit Beatrice Luterbacher), 1973 (mit Theresia Földy), 1974 (mit Catherine Boppe), 1976 und 1977 (mit Steffi Danioth)
- 6 mal Mixed: 1969, 1970, 1971, 1972, 1975 (jeweils mit Marcel Grimm), 1976 (mit Thomas Sadecky)

Sie nahm an mindestens vier Europameisterschaften und mindestens fünf Weltmeisterschaften teil, kam dabei jedoch nie in die Nähe von Medaillenrängen.